# 나라야나스트라

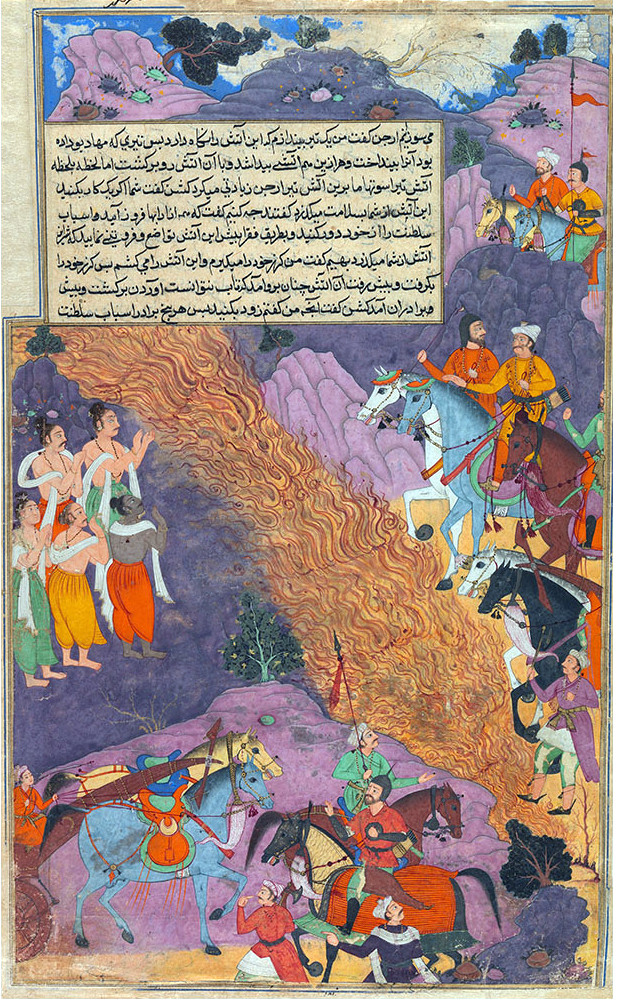
아슈와타마가 나라야나스트라를 판다바에게 발사하는 모습

인도 신화에서 나라야나스트라(산스크리트어: नारायणास्त्रम्)는 힌두교 신 비슈누의 나라야나 형태와 연관된 아스트라, 즉 천상의 미사일이다.

## 설명
이 아스트라("산스크리트어로 천상의 무기")는 수백만 개의 치명적인 미사일을 동시에 발사하며, 그 강도는 목표물의 저항에 비례하여 증가한다. 따라서 나라야나스트라에 대항하는 유일한 방법은 미사일이 명중하기 전에 완전히 굴복하는 것인데, 이렇게 하면 미사일이 멈추고 목표물을 살려준다. 이것은 저항할 수 없는 여섯 가지 '만트라묵타' 무기 중 하나이다.

## 문학

### 마하바라타

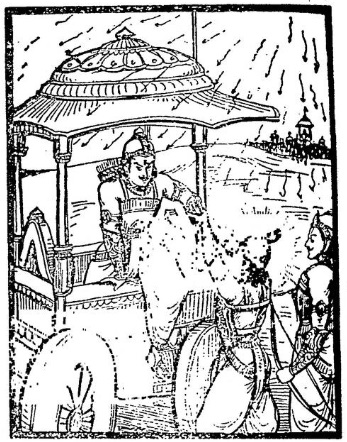
비마를 전차에서 끌어내려 나라야나스트라로부터 구하는 크리슈나

서사시 마하바라타의 전사 아슈와타마는 이 아스트라를 소유하게 되었고, 판다바 군대에 맞서 사용했다. 그것이 사용되었을 때 에카다샤(열한) 루드라가 판다바를 파괴하기 위해 하늘에 나타났다. 차크라, 가다, 초고속 화살과 같은 수백만 개의 무기가 나타나 그들을 파괴하기 위해 움직였다. 저항하는 모든 자들은 죽임을 당했다. 나라야나스트라를 멈추는 방법을 알고 있던 크리슈나는 판다바와 그들의 군대에게 즉시 무기를 버리고 나라야나의 위대한 아스트라에 완전히 굴복하라고 조언했다.
나라야나스트라의 표적이 되었을 때, 판다바 비마는 그것을 비겁한 행동으로 여겨 굴복하기를 거부하고 불타는 화살의 쏟아짐에 맞섰다. 나라야나 무기는 그에게 집중적으로 공격을 퍼부었고, 그는 점차 지쳐갔다. 그러나 크리슈나와 그의 형제들이 결국 그를 제지했기 때문에 그는 죽지 않았다.

### 라마야나
라마야나에서 라마와 메그하나다는 이 무기를 소유했다. 메그하나다는 마지막 전투에서 락슈마나에게 이 무기를 사용했지만, 아스트라는 락슈마나를 해치기를 거부했다. 그는 아디셰샤의 화신이었기 때문이다.

### 바가바타 푸라나
드루바는 야크샤의 영역인 알라카를 침략하는 동안 아스트라를 사용한다.
현자들의 이 말을 들은 드루바는 아차마나로 물을 조금 마시고, 나라야나가 만든 미사일을 그의 활에 장전했다.— 바가바타 푸라나, 4권, 11장

크리슈나는 아니룻다를 바나수라에게서 구하려는 탐구에서 시바에게 아스트라를 사용한다:
그는 브라흐마스트라로 브라흐마스트라를 무효화하고, 파르바타스트라(산과 같은 장애물로 바람을 둘러싸는 미사일)로 바유비아스트라(폭풍우를 일으키는 미사일)를, 비의 미사일로 아그냐스트라(불 미사일)를, 그리고 자신의 나라야나스트라로 루드라의 특별한 파슈파타 미사일을 무효화했다.— 바가바타 푸라나, 10권, 63장

## 같이 보기
- 파슈파타스트라
- 인드라스트라
- 브라흐마스트라